# Vòng loại Giải vô địch bóng đá châu Âu 2024 (Bảng D)
Bảng D của Vòng loại giải vô địch bóng đá châu Âu 2024 là một trong 10 bảng để quyết định đội sẽ vượt qua vòng loại cho vòng chung kết Giải vô địch bóng đá châu Âu 2024 diễn ra tại Đức. Bảng D bao gồm 5 đội: Armenia, Croatia, Latvia, Thổ Nhĩ Kỳ và Wales. Các đội tuyển sẽ thi đấu với nhau mỗi trận khác trên sân nhà và sân khách với thể thức đấu vòng tròn.
Hai đội tuyển đứng nhất và nhì bảng sẽ vượt qua vòng loại trực tiếp cho trận chung kết. Các đội tham gia vòng play-off sẽ được quyết định dựa trên thành tích của họ trong UEFA Nations League 2022–23.

## Bảng xếp hạng
| VT | Đội        | ST | T | H | B | BT | BB | HS  | Đ  | Giành quyền tham dự                                                  |     | Thổ Nhĩ Kỳ | Croatia | Wales | Armenia | Latvia |
| -- | ---------- | -- | - | - | - | -- | -- | --- | -- | -------------------------------------------------------------------- | --- | ---------- | ------- | ----- | ------- | ------ |
| 1  | Thổ Nhĩ Kỳ | 8  | 5 | 2 | 1 | 14 | 7  | +7  | 17 | Giành quyền tham dự vòng chung kết                                   |     | —          | 0–2     | 2–0   | 1–1     | 4–0    |
| 2  | Croatia    | 8  | 5 | 1 | 2 | 13 | 4  | +9  | 16 | Giành quyền tham dự vòng chung kết                                   |     | 0–1        | —       | 1–1   | 1–0     | 5–0    |
| 3  | Wales      | 8  | 3 | 3 | 2 | 10 | 10 | 0   | 12 | Giành quyền vào vòng play-off, dựa vào thành tích của Nations League |     | 1–1        | 2–1     | —     | 2–4     | 1–0    |
| 4  | Armenia    | 8  | 2 | 2 | 4 | 9  | 11 | −2  | 8  |                                                                      |     | 1–2        | 0–1     | 1–1   | —       | 2–1    |
| 5  | Latvia     | 8  | 1 | 0 | 7 | 5  | 19 | −14 | 3  |                                                                      | 2–3 | 0–2        | 0–2     | 2–0   | —       |        |

## Các trận đấu
Lịch thi đấu đã được xác nhận bởi UEFA vào ngày 10 tháng 10 năm 2022, sau lễ bốc thăm một ngày. Thời gian là CET/CEST, như được liệt kê bởi UEFA (giờ địa phương, nếu khác nhau, nằm trong dấu ngoặc đơn).
| Armenia            | 1–2      | Thổ Nhĩ Kỳ                   |
| ------------------ | -------- | ---------------------------- |
| - Kabak 10' (l.n.) | Chi tiết | - Kökçü 34' - Aktürkoğlu 64' |

| Croatia        | 1–1      | Wales             |
| -------------- | -------- | ----------------- |
| - Kramarić 28' | Chi tiết | - Broadhead 90+3' |

| Thổ Nhĩ Kỳ | 0–2      | Croatia              |
| ---------- | -------- | -------------------- |
|            | Chi tiết | - Kovačić 20', 45+4' |

| Wales       | 1–0      | Latvia |
| ----------- | -------- | ------ |
| - Moore 41' | Chi tiết |        |

| Latvia                     | 2–3      | Thổ Nhĩ Kỳ                                 |
| -------------------------- | -------- | ------------------------------------------ |
| - Emsis 51' - Tobers 90+4' | Chi tiết | - Bardakcı 22' - Ünder 61' - Kahveci 90+5' |

| Wales                       | 2–4      | Armenia                               |
| --------------------------- | -------- | ------------------------------------- |
| - D. James 10' - Wilson 72' | Chi tiết | - Zelarayán 19', 75' - Ranos 30', 66' |

| Armenia                                    | 2–1      | Latvia               |
| ------------------------------------------ | -------- | -------------------- |
| - Tiknizyan 35' - Barseghyan 90+1' (ph.đ.) | Chi tiết | Mkrtchyan 67' (l.n.) |

| Thổ Nhĩ Kỳ              | 2–0      | Wales |
| ----------------------- | -------- | ----- |
| - Nayir 72' - Güler 80' | Chi tiết |       |

| Croatia                                                        | 5–0      | Latvia |
| -------------------------------------------------------------- | -------- | ------ |
| - Petković 3', 44' - Ivanušec 13' - Kramarić 68' - Pašalić 78' | Chi tiết |        |

| Thổ Nhĩ Kỳ     | 1–1      | Armenia       |
| -------------- | -------- | ------------- |
| - Yıldırım 88' | Chi tiết | - Dashyan 49' |

| Armenia | 0–1      | Croatia        |
| ------- | -------- | -------------- |
|         | Chi tiết | - Kramarić 14' |

| Latvia | 0–2      | Wales                               |
| ------ | -------- | ----------------------------------- |
|        | Chi tiết | - Ramsey 29' (ph.đ.) - Brooks 90+6' |

| Latvia                        | 2–0      | Armenia |
| ----------------------------- | -------- | ------- |
| - Ikaunieks 39' - Balodis 68' | Chi tiết |         |

| Croatia | 0–1      | Thổ Nhĩ Kỳ   |
| ------- | -------- | ------------ |
|         | Chi tiết | - Yılmaz 30' |

| Türkiye                                         | 4–0      | Latvia |
| ----------------------------------------------- | -------- | ------ |
| - Akgün 58' - Tosun 83', 90+2' - Aktürkoğlu 87' | Chi tiết |        |

| Wales             | 2–1      | Croatia       |
| ----------------- | -------- | ------------- |
| - Wilson 47', 60' | Chi tiết | - Pašalić 75' |

| Armenia        | 1–1      | Wales                    |
| -------------- | -------- | ------------------------ |
| - Zelarayán 5' | Chi tiết | - Tiknizyan 45+2' (l.n.) |

| Latvia | 0–2      | Croatia                   |
| ------ | -------- | ------------------------- |
|        | Chi tiết | - Majer 7' - Kramarić 16' |

| Croatia       | 1–0      | Armenia |
| ------------- | -------- | ------- |
| - Budimir 43' | Chi tiết |         |

| Wales         | 1–1      | Thổ Nhĩ Kỳ           |
| ------------- | -------- | -------------------- |
| - Williams 7' | Chi tiết | - Yazıcı 70' (ph.đ.) |

## Cầu thủ ghi bàn
Đã có 51 bàn thắng ghi được trong 20 trận đấu, trung bình 2.55 bàn thắng mỗi trận đấu.
4 bàn
- Andrej Kramarić

3 bàn
- Lucas Zelarayán
- Harry Wilson

2 bàn
- Grant-Leon Ranos
- Mateo Kovačić
- Mario Pašalić
- Bruno Petković
- Kerem Aktürkoğlu
- Cenk Tosun

1 bàn
- Tigran Barseghyan
- Artak Dashyan
- Nair Tiknizyan
- Ante Budimir
- Luka Ivanušec
- Lovro Majer
- Daniels Balodis
- Eduards Emsis
- Jānis Ikaunieks
- Kristers Tobers
- Yunus Akgün
- Barış Alper Yılmaz
- Abdülkerim Bardakcı
- Arda Güler
- İrfan Kahveci
- Orkun Kökçü
- Umut Nayir
- Cengiz Ünder
- Yusuf Yazıcı
- Bertuğ Yıldırım
- Nathan Broadhead
- David Brooks
- Daniel James
- Kieffer Moore
- Aaron Ramsey
- Neco Williams

1 bàn phản lưới nhà
- Styopa Mkrtchyan (trong trận gặp Latvia)
- Nair Tiknizyan (trong trận gặp Wales)
- Ozan Kabak (trong trận gặp Armenia)

## Kỷ luật
Một cầu thủ sẽ bị đình chỉ tự động trong trận đấu tiếp theo cho các hành vi phạm lỗi sau đây:
- Nhận thẻ đỏ (thời gian treo giò có thể kéo dài nếu phạm lỗi nghiêm trọng)
- Nhận ba thẻ vàng trong ba trận đấu khác nhau, cũng như sau thẻ vàng thứ năm và bất kỳ thẻ vàng tiếp theo nào (việc treo thẻ vàng được chuyển tiếp đến vòng play-off, nhưng không phải là trận chung kết hoặc bất kỳ trận đấu quốc tế nào khác trong tương lai)

Các đình chỉ sau đây sẽ được thực hiện xuyên suốt các trận đấu vòng loại:
| Đội tuyển  | Cầu thủ                 | Vi phạm | Đình chỉ                             |
| ---------- | ----------------------- | --- | ------------------------------------ |
| Armenia    | Hovhannes Hambardzumyan | vs Cộng hoà Ireland tại UEFA Nations League 2022–23 (27 tháng 9 năm 2022)                                  | vs Thổ Nhĩ Kỳ (25 tháng 3 năm 2023)  |
| Armenia    | Artak Dashyan           | vs Cộng hoà Ireland tại UEFA Nations League 2022–23 (27 tháng 9 năm 2022)                                  | vs Thổ Nhĩ Kỳ (25 tháng 3 năm 2023)  |
| Armenia    | Varazdat Haroyan        | vs Thổ Nhĩ Kỳ (25 tháng 3 năm 2023) · vs Latvia (19 tháng 6 năm 2023) · vs Thổ Nhĩ Kỳ (8 tháng 9 năm 2023) | vs Croatia (11 tháng 9 năm 2023)     |
| Latvia     | Eduards Emsis           | vs Thổ Nhĩ Kỳ (16 tháng 6 năm 2023)                                                                        | vs Armenia (19 tháng 6 năm 2023)     |
| Latvia     | Kristers Tobers         | vs Thổ Nhĩ Kỳ (16 tháng 6 năm 2023) · vs Armenia (19 tháng 6 năm 2023) · vs Wales (11 tháng 9 năm 2023)    | vs Armenia (12 tháng 10 năm 2023)    |
| Latvia     | Mārcis Ošs              | vs Armenia (19 tháng 6 năm 2023))                                                                          | vs Thổ Nhĩ Kỳ (15 tháng 10 năm 2023) |
| Thổ Nhĩ Kỳ | Merih Demiral           | vs Armenia (25 tháng 3 năm 2023) · vs Wales (19 tháng 6 năm 2023) · vs Armenia (8 tháng 9 năm 2023)        | vs Croatia (12 tháng 10 năm 2023)    |
| Wales      | Kieffer Moore           | vs Armenia (16 tháng 6 năm 2023)                                                                           | vs Thổ Nhĩ Kỳ (19 tháng 6 năm 2023)  |
| Wales      | Joe Morrell             | vs Thổ Nhĩ Kỳ (19 tháng 6 năm 2023)                                                                        | vs Latvia (11 tháng 9 năm 2023)      |